# Johannes Schwanke
Johannes Schwanke (* 29. März 1966 in Taipei) ist ein deutscher evangelischer Theologe.

## Leben
Von 1989 bis 1997 studierte Johannes Schwanke evangelische Theologie und Philosophie in Tübingen und Oxford. Nach der Promotion 2003 an der Universität Tübingen und der Habilitation 2009 ebenda ist er seit 2010 Professor für Systematische Theologie an der STH Basel und außerplanmäßiger Professor in Tübingen.
Seine Forschungsschwerpunkte sind reformatorische Grundlagen, Martin Luthers Theologie, Ökumene der christlichen Kirchen, Konversion Kardinal John Henry Newmans und dessen Bedeutung als Vater des Zweiten Vatikanischen Konzils, Dietrich Bonhoeffer als ökumenischer Gesprächspartner und interkultureller Dialog und seine theologische Relevanz.

## Schriften (Auswahl)
- Creatio ex nihilo. Luthers Lehre von der Schöpfung aus dem Nichts in der großen Genesisvorlesung 1535–1545. Berlin 2004, ISBN 3-11-017968-7.
- als Hrsg. mit Johannes von Lüpke: Wirksames Wort. Zum reformatorischen Wortverständnis und seiner Aufnahme in der Theologie Oswald Bayers. Wuppertal 2004, ISBN 3-932735-90-0.
- mit Friedrich Otto Scharbau, Heinrich Assel, u. a.: Kant, Luther und die Würde des Menschen (Veröffentlichungen der Luther-Akademie Sondershausen-Ratzeburg, Bd. 2). Erlangen 2005.
- John Henry Newmans Konversion. Sein Weg zur katholischen Kirche aus protestantischer Perspektive. Berlin 2011, ISBN 978-3-11-022894-6.
- mit Theodor Dieter, Hans Christian Knuth, u. a.: Luther als Schriftausleger. Luthers Schriftprinzip in seiner Bedeutung für die Ökumene (Veröffentlichungen der Luther-Akademie Sondershausen-Ratzeburg, Bd. 7), Erlangen 2013.
- Systematische Theologie als Teil der universitären Theologie der STH Basel, Basel 2020.